# Goodnews Bay
Goodnews Bay – miasto w Stanach Zjednoczonych, w stanie Alaska, w okręgu Bethel.